# Bjarneyjaflói
Bjarneyjaflói är en vik i republiken Island.   Den ligger i regionen Västfjordarna, i den västra delen av landet, 140 km norr om huvudstaden Reykjavík.